# Prinz Louis Ferdinand
Prinz Louis Ferdinand ist ein deutscher Preußen-Stummfilm von 1927. Unter der Regie von Hans Behrendt spielte Hans Stüwe die Titelrolle.

## Handlung
Der Film steht in der Tradition der seit Beginn der 1920er Jahre in Deutschland höchst populären Preußenfilme (beginnend Fridericus Rex) und erzählt von Heldenmut des jungen Preußenprinzen Louis Ferdinand im Kampf gegen den französischen Usurpator Napoleon Bonaparte. Dieser hat in den Kriegsjahren 1805/06 den Rhein erreicht bzw. überschritten und drängt nunmehr gen Osten, in das Herz Preußens, vor. Louis Ferdinand will sich voller Begeisterung an die Spitze der Truppen stellen, die den Aggressor zurückschlagen sollen, doch sein König, Friedrich Wilhelm III., ist mehr als nur zögerlich. Trotz Fürsprache von Königin Luise, die der Prinz heimlich liebt, verbannt der König Louis Ferdinand zeitweilig vom Hof. Während des Schlachtengewitters findet der ehrgeizige Prinz noch Zeit für Liebeständeleien mit Pauline Wiesel, der Frau des erfahrenen Kriegsrates Wiesel, der diese Liaison – wenn auch zähneknirschend – stillschweigend duldet. Schließlich sucht Louis Ferdinand die direkte Konfrontation mit dem französischen Erbfeind und fällt 1806, noch keine 34 Jahre alt, auf thüringischem Boden im Kampf.

## Produktionsnotizen
Prinz Louis Ferdinand entstand im Dezember 1926 und Januar 1927 im Efa- und Phoebus-Atelier. Der Sechsakter mit einer Länge von 2485 Metern passierte am 17. März 1927 die Filmzensur und wurde am 21. März desselben Jahres im Berliner Capitol uraufgeführt. In Österreich wurde der Streifen für den 25. Mai 1928 unter dem Titel Bonaparte vor dem Rhein angekündigt.
Der Film war für die Jugend frei und erhielt die Prädikate „volksbildend“ und „künstlerisch“.
Eugen Kürschner hatte die Produktionsleitung, Adolf Essek die Aufnahmeleitung. Erich Zander schuf die von Ernst Schütte entworfenen Filmbauten. Hermann J. Kaufmann war für die umfangreichen Kostümentwürfe verantwortlich.

## Kritik
Paimann’s Filmlisten resümierte: „Der Konzeption nach ein historischer Film wenn er es auch mit der Geschichte nicht ganz genau nimmt … Im Mittelpunkte der Handlung … steht die Persönlichkeit des Hohenzollernprinzen, den Stüwe zwar nicht ganz getreu, aber immerhin sympathisch darstellt, wie auch das übrige Ensemble ungleiche Leistungen bietet und die Masken vielfach Einwände zulassen. Dessen ungeachtet beweist das Ganze durch Abkehr von politischer Schablone Geschmack und Niveau, was die oft fühlbare Kälte und Tempolosigkeit einigermaßen paralysiert. Aufmachung und Photographie sind sauber, letztere in einer Reihe besonders Winterbilder.“